# Eugene Beauharnais Cook
Eugene Beauharnais Cook (New York, 19 maggio 1830 – Hoboken, 19 marzo 1915) è stato un compositore di scacchi statunitense.

## Biografia
Proveniva da una famiglia facoltosa. Suo padre, William Cook, era un generale dello U.S. Army e sua madre, Martha Walker Cook, era figlia di Robert J. Walker, Segretario al Tesoro degli Stati Uniti dal 1845 al 1849 durante la presidenza di James Polk.
Dopo aver studiato con istitutori privati, nel 1846 si iscrisse all'Università di Princeton, ma per problemi di salute abbandonò gli studi per diversi anni e li riprese nel 1866, ottenendo un Master of Arts a Princeton nel 1868. Il forte giocatore Frederick Perrin, insegnante di tedesco e francese a Princeton, giocò molte partite con lui, prima dandogli un vantaggio e poi ad armi pari. In queste ultime il risultato fu di +18 –13 =3 a favore di Perrin.
Insieme a W.R. Henry e Charles A. Gilberg compilò la monumentale raccolta American Chess-Nuts (New York, 1868), contenente 2 406 problemi di autori "dell'emisfero occidentale" (così nel sottotitolo). Di questi, 326 erano di sua composizione e 352 di Sam Loyd. Possedeva la terza più grande libreria di scacchi del mondo (circa 2 500 volumi), che dopo la sua morte fu ceduta alla Princeton University Library.
Pubblicò il suo primo problema nel 1851 sulla rivista The Albion. In seguito inviò molte sue composizioni alle riviste inglesi Illustrated London News e Chess Player's Chronicle. Howard Staunton li riteneva i migliori problemi pubblicati in quel periodo. Anche Sam Loyd, lo teneva in alta considerazione, tanto che gli dedicò il suo libro Chess Strategy: A Treatise Upon the Art of Problem Composition (Elizabeth, N.J., 1878).
Era noto per essere un formidabile solutore e agì da giudice in molti tornei di composizione. Trovava con facilità confutazioni o duali. Emanuel Lasker, nel Lasker's Chess Magazine, sostiene che il termine "cooked", usato per indicare un problema demolito, deriva dal suo nome.
Cook amava molto l'attività sportiva. D'estate praticava il trekking nei Monti Appalachi (in una lettera scrive che salì 230 montagne) e fu presidente del Appalachian Mountain Club dal 1883 al 1885. D'inverno si dedicava al pattinaggio su ghiaccio, nel quale era considerato un grande esperto. In un articolo scrive: « Trovavo molto attraenti gli esercizi di equilibrio e mi divertivo a creare movimenti e volteggi di difficile esecuzione. Il mio repertorio era riconosciuto come notevolmente più ampio di ogni altro pattinatore. Una grande flessibilità degli arti mi permetteva di eseguire movimenti che altri non riuscivano a replicare ». Gli fu affidato spesso l'incarico di preparare o revisionare i programmi di gare e campionati di pattinaggio artistico su ghiaccio.
Fu un pioniere delle sottopromozioni in serie, ottenendo per primo due promozioni a torri bianche, due ad alfieri bianchi e tre promozioni consecutive a torre, alfiere e cavallo.
Nel 1927 Hermann Keidanz gli dedicò il libro The Chess Problems of E. B. Cook of Hoboken (New York 1927), contenente 650 problemi.
Non partecipò mai a concorsi, giustificando così questa sua scelta: - « Un buon problema non ha bisogno di essere premiato per essere un buon problema ».

## Problemi scelti
|   | a | b | c | d | e | f | g | h |   |
| 8 | b7 pedone del nero · e7 pedone del bianco · f7 pedone del bianco · g7 pedone del nero · b6 pedone del bianco · d6 re del nero · g6 pedone del nero · g5 alfiere del bianco · d4 re del bianco · h4 pedone del bianco | b7 pedone del nero · e7 pedone del bianco · f7 pedone del bianco · g7 pedone del nero · b6 pedone del bianco · d6 re del nero · g6 pedone del nero · g5 alfiere del bianco · d4 re del bianco · h4 pedone del bianco | b7 pedone del nero · e7 pedone del bianco · f7 pedone del bianco · g7 pedone del nero · b6 pedone del bianco · d6 re del nero · g6 pedone del nero · g5 alfiere del bianco · d4 re del bianco · h4 pedone del bianco | b7 pedone del nero · e7 pedone del bianco · f7 pedone del bianco · g7 pedone del nero · b6 pedone del bianco · d6 re del nero · g6 pedone del nero · g5 alfiere del bianco · d4 re del bianco · h4 pedone del bianco | b7 pedone del nero · e7 pedone del bianco · f7 pedone del bianco · g7 pedone del nero · b6 pedone del bianco · d6 re del nero · g6 pedone del nero · g5 alfiere del bianco · d4 re del bianco · h4 pedone del bianco | b7 pedone del nero · e7 pedone del bianco · f7 pedone del bianco · g7 pedone del nero · b6 pedone del bianco · d6 re del nero · g6 pedone del nero · g5 alfiere del bianco · d4 re del bianco · h4 pedone del bianco | b7 pedone del nero · e7 pedone del bianco · f7 pedone del bianco · g7 pedone del nero · b6 pedone del bianco · d6 re del nero · g6 pedone del nero · g5 alfiere del bianco · d4 re del bianco · h4 pedone del bianco | b7 pedone del nero · e7 pedone del bianco · f7 pedone del bianco · g7 pedone del nero · b6 pedone del bianco · d6 re del nero · g6 pedone del nero · g5 alfiere del bianco · d4 re del bianco · h4 pedone del bianco | 8 |
| 7 | b7 pedone del nero · e7 pedone del bianco · f7 pedone del bianco · g7 pedone del nero · b6 pedone del bianco · d6 re del nero · g6 pedone del nero · g5 alfiere del bianco · d4 re del bianco · h4 pedone del bianco | b7 pedone del nero · e7 pedone del bianco · f7 pedone del bianco · g7 pedone del nero · b6 pedone del bianco · d6 re del nero · g6 pedone del nero · g5 alfiere del bianco · d4 re del bianco · h4 pedone del bianco | b7 pedone del nero · e7 pedone del bianco · f7 pedone del bianco · g7 pedone del nero · b6 pedone del bianco · d6 re del nero · g6 pedone del nero · g5 alfiere del bianco · d4 re del bianco · h4 pedone del bianco | b7 pedone del nero · e7 pedone del bianco · f7 pedone del bianco · g7 pedone del nero · b6 pedone del bianco · d6 re del nero · g6 pedone del nero · g5 alfiere del bianco · d4 re del bianco · h4 pedone del bianco | b7 pedone del nero · e7 pedone del bianco · f7 pedone del bianco · g7 pedone del nero · b6 pedone del bianco · d6 re del nero · g6 pedone del nero · g5 alfiere del bianco · d4 re del bianco · h4 pedone del bianco | b7 pedone del nero · e7 pedone del bianco · f7 pedone del bianco · g7 pedone del nero · b6 pedone del bianco · d6 re del nero · g6 pedone del nero · g5 alfiere del bianco · d4 re del bianco · h4 pedone del bianco | b7 pedone del nero · e7 pedone del bianco · f7 pedone del bianco · g7 pedone del nero · b6 pedone del bianco · d6 re del nero · g6 pedone del nero · g5 alfiere del bianco · d4 re del bianco · h4 pedone del bianco | b7 pedone del nero · e7 pedone del bianco · f7 pedone del bianco · g7 pedone del nero · b6 pedone del bianco · d6 re del nero · g6 pedone del nero · g5 alfiere del bianco · d4 re del bianco · h4 pedone del bianco | 7 |
| 6 | b7 pedone del nero · e7 pedone del bianco · f7 pedone del bianco · g7 pedone del nero · b6 pedone del bianco · d6 re del nero · g6 pedone del nero · g5 alfiere del bianco · d4 re del bianco · h4 pedone del bianco | b7 pedone del nero · e7 pedone del bianco · f7 pedone del bianco · g7 pedone del nero · b6 pedone del bianco · d6 re del nero · g6 pedone del nero · g5 alfiere del bianco · d4 re del bianco · h4 pedone del bianco | b7 pedone del nero · e7 pedone del bianco · f7 pedone del bianco · g7 pedone del nero · b6 pedone del bianco · d6 re del nero · g6 pedone del nero · g5 alfiere del bianco · d4 re del bianco · h4 pedone del bianco | b7 pedone del nero · e7 pedone del bianco · f7 pedone del bianco · g7 pedone del nero · b6 pedone del bianco · d6 re del nero · g6 pedone del nero · g5 alfiere del bianco · d4 re del bianco · h4 pedone del bianco | b7 pedone del nero · e7 pedone del bianco · f7 pedone del bianco · g7 pedone del nero · b6 pedone del bianco · d6 re del nero · g6 pedone del nero · g5 alfiere del bianco · d4 re del bianco · h4 pedone del bianco | b7 pedone del nero · e7 pedone del bianco · f7 pedone del bianco · g7 pedone del nero · b6 pedone del bianco · d6 re del nero · g6 pedone del nero · g5 alfiere del bianco · d4 re del bianco · h4 pedone del bianco | b7 pedone del nero · e7 pedone del bianco · f7 pedone del bianco · g7 pedone del nero · b6 pedone del bianco · d6 re del nero · g6 pedone del nero · g5 alfiere del bianco · d4 re del bianco · h4 pedone del bianco | b7 pedone del nero · e7 pedone del bianco · f7 pedone del bianco · g7 pedone del nero · b6 pedone del bianco · d6 re del nero · g6 pedone del nero · g5 alfiere del bianco · d4 re del bianco · h4 pedone del bianco | 6 |
| 5 | b7 pedone del nero · e7 pedone del bianco · f7 pedone del bianco · g7 pedone del nero · b6 pedone del bianco · d6 re del nero · g6 pedone del nero · g5 alfiere del bianco · d4 re del bianco · h4 pedone del bianco | b7 pedone del nero · e7 pedone del bianco · f7 pedone del bianco · g7 pedone del nero · b6 pedone del bianco · d6 re del nero · g6 pedone del nero · g5 alfiere del bianco · d4 re del bianco · h4 pedone del bianco | b7 pedone del nero · e7 pedone del bianco · f7 pedone del bianco · g7 pedone del nero · b6 pedone del bianco · d6 re del nero · g6 pedone del nero · g5 alfiere del bianco · d4 re del bianco · h4 pedone del bianco | b7 pedone del nero · e7 pedone del bianco · f7 pedone del bianco · g7 pedone del nero · b6 pedone del bianco · d6 re del nero · g6 pedone del nero · g5 alfiere del bianco · d4 re del bianco · h4 pedone del bianco | b7 pedone del nero · e7 pedone del bianco · f7 pedone del bianco · g7 pedone del nero · b6 pedone del bianco · d6 re del nero · g6 pedone del nero · g5 alfiere del bianco · d4 re del bianco · h4 pedone del bianco | b7 pedone del nero · e7 pedone del bianco · f7 pedone del bianco · g7 pedone del nero · b6 pedone del bianco · d6 re del nero · g6 pedone del nero · g5 alfiere del bianco · d4 re del bianco · h4 pedone del bianco | b7 pedone del nero · e7 pedone del bianco · f7 pedone del bianco · g7 pedone del nero · b6 pedone del bianco · d6 re del nero · g6 pedone del nero · g5 alfiere del bianco · d4 re del bianco · h4 pedone del bianco | b7 pedone del nero · e7 pedone del bianco · f7 pedone del bianco · g7 pedone del nero · b6 pedone del bianco · d6 re del nero · g6 pedone del nero · g5 alfiere del bianco · d4 re del bianco · h4 pedone del bianco | 5 |
| 4 | b7 pedone del nero · e7 pedone del bianco · f7 pedone del bianco · g7 pedone del nero · b6 pedone del bianco · d6 re del nero · g6 pedone del nero · g5 alfiere del bianco · d4 re del bianco · h4 pedone del bianco | b7 pedone del nero · e7 pedone del bianco · f7 pedone del bianco · g7 pedone del nero · b6 pedone del bianco · d6 re del nero · g6 pedone del nero · g5 alfiere del bianco · d4 re del bianco · h4 pedone del bianco | b7 pedone del nero · e7 pedone del bianco · f7 pedone del bianco · g7 pedone del nero · b6 pedone del bianco · d6 re del nero · g6 pedone del nero · g5 alfiere del bianco · d4 re del bianco · h4 pedone del bianco | b7 pedone del nero · e7 pedone del bianco · f7 pedone del bianco · g7 pedone del nero · b6 pedone del bianco · d6 re del nero · g6 pedone del nero · g5 alfiere del bianco · d4 re del bianco · h4 pedone del bianco | b7 pedone del nero · e7 pedone del bianco · f7 pedone del bianco · g7 pedone del nero · b6 pedone del bianco · d6 re del nero · g6 pedone del nero · g5 alfiere del bianco · d4 re del bianco · h4 pedone del bianco | b7 pedone del nero · e7 pedone del bianco · f7 pedone del bianco · g7 pedone del nero · b6 pedone del bianco · d6 re del nero · g6 pedone del nero · g5 alfiere del bianco · d4 re del bianco · h4 pedone del bianco | b7 pedone del nero · e7 pedone del bianco · f7 pedone del bianco · g7 pedone del nero · b6 pedone del bianco · d6 re del nero · g6 pedone del nero · g5 alfiere del bianco · d4 re del bianco · h4 pedone del bianco | b7 pedone del nero · e7 pedone del bianco · f7 pedone del bianco · g7 pedone del nero · b6 pedone del bianco · d6 re del nero · g6 pedone del nero · g5 alfiere del bianco · d4 re del bianco · h4 pedone del bianco | 4 |
| 3 | b7 pedone del nero · e7 pedone del bianco · f7 pedone del bianco · g7 pedone del nero · b6 pedone del bianco · d6 re del nero · g6 pedone del nero · g5 alfiere del bianco · d4 re del bianco · h4 pedone del bianco | b7 pedone del nero · e7 pedone del bianco · f7 pedone del bianco · g7 pedone del nero · b6 pedone del bianco · d6 re del nero · g6 pedone del nero · g5 alfiere del bianco · d4 re del bianco · h4 pedone del bianco | b7 pedone del nero · e7 pedone del bianco · f7 pedone del bianco · g7 pedone del nero · b6 pedone del bianco · d6 re del nero · g6 pedone del nero · g5 alfiere del bianco · d4 re del bianco · h4 pedone del bianco | b7 pedone del nero · e7 pedone del bianco · f7 pedone del bianco · g7 pedone del nero · b6 pedone del bianco · d6 re del nero · g6 pedone del nero · g5 alfiere del bianco · d4 re del bianco · h4 pedone del bianco | b7 pedone del nero · e7 pedone del bianco · f7 pedone del bianco · g7 pedone del nero · b6 pedone del bianco · d6 re del nero · g6 pedone del nero · g5 alfiere del bianco · d4 re del bianco · h4 pedone del bianco | b7 pedone del nero · e7 pedone del bianco · f7 pedone del bianco · g7 pedone del nero · b6 pedone del bianco · d6 re del nero · g6 pedone del nero · g5 alfiere del bianco · d4 re del bianco · h4 pedone del bianco | b7 pedone del nero · e7 pedone del bianco · f7 pedone del bianco · g7 pedone del nero · b6 pedone del bianco · d6 re del nero · g6 pedone del nero · g5 alfiere del bianco · d4 re del bianco · h4 pedone del bianco | b7 pedone del nero · e7 pedone del bianco · f7 pedone del bianco · g7 pedone del nero · b6 pedone del bianco · d6 re del nero · g6 pedone del nero · g5 alfiere del bianco · d4 re del bianco · h4 pedone del bianco | 3 |
| 2 | b7 pedone del nero · e7 pedone del bianco · f7 pedone del bianco · g7 pedone del nero · b6 pedone del bianco · d6 re del nero · g6 pedone del nero · g5 alfiere del bianco · d4 re del bianco · h4 pedone del bianco | b7 pedone del nero · e7 pedone del bianco · f7 pedone del bianco · g7 pedone del nero · b6 pedone del bianco · d6 re del nero · g6 pedone del nero · g5 alfiere del bianco · d4 re del bianco · h4 pedone del bianco | b7 pedone del nero · e7 pedone del bianco · f7 pedone del bianco · g7 pedone del nero · b6 pedone del bianco · d6 re del nero · g6 pedone del nero · g5 alfiere del bianco · d4 re del bianco · h4 pedone del bianco | b7 pedone del nero · e7 pedone del bianco · f7 pedone del bianco · g7 pedone del nero · b6 pedone del bianco · d6 re del nero · g6 pedone del nero · g5 alfiere del bianco · d4 re del bianco · h4 pedone del bianco | b7 pedone del nero · e7 pedone del bianco · f7 pedone del bianco · g7 pedone del nero · b6 pedone del bianco · d6 re del nero · g6 pedone del nero · g5 alfiere del bianco · d4 re del bianco · h4 pedone del bianco | b7 pedone del nero · e7 pedone del bianco · f7 pedone del bianco · g7 pedone del nero · b6 pedone del bianco · d6 re del nero · g6 pedone del nero · g5 alfiere del bianco · d4 re del bianco · h4 pedone del bianco | b7 pedone del nero · e7 pedone del bianco · f7 pedone del bianco · g7 pedone del nero · b6 pedone del bianco · d6 re del nero · g6 pedone del nero · g5 alfiere del bianco · d4 re del bianco · h4 pedone del bianco | b7 pedone del nero · e7 pedone del bianco · f7 pedone del bianco · g7 pedone del nero · b6 pedone del bianco · d6 re del nero · g6 pedone del nero · g5 alfiere del bianco · d4 re del bianco · h4 pedone del bianco | 2 |
| 1 | b7 pedone del nero · e7 pedone del bianco · f7 pedone del bianco · g7 pedone del nero · b6 pedone del bianco · d6 re del nero · g6 pedone del nero · g5 alfiere del bianco · d4 re del bianco · h4 pedone del bianco | b7 pedone del nero · e7 pedone del bianco · f7 pedone del bianco · g7 pedone del nero · b6 pedone del bianco · d6 re del nero · g6 pedone del nero · g5 alfiere del bianco · d4 re del bianco · h4 pedone del bianco | b7 pedone del nero · e7 pedone del bianco · f7 pedone del bianco · g7 pedone del nero · b6 pedone del bianco · d6 re del nero · g6 pedone del nero · g5 alfiere del bianco · d4 re del bianco · h4 pedone del bianco | b7 pedone del nero · e7 pedone del bianco · f7 pedone del bianco · g7 pedone del nero · b6 pedone del bianco · d6 re del nero · g6 pedone del nero · g5 alfiere del bianco · d4 re del bianco · h4 pedone del bianco | b7 pedone del nero · e7 pedone del bianco · f7 pedone del bianco · g7 pedone del nero · b6 pedone del bianco · d6 re del nero · g6 pedone del nero · g5 alfiere del bianco · d4 re del bianco · h4 pedone del bianco | b7 pedone del nero · e7 pedone del bianco · f7 pedone del bianco · g7 pedone del nero · b6 pedone del bianco · d6 re del nero · g6 pedone del nero · g5 alfiere del bianco · d4 re del bianco · h4 pedone del bianco | b7 pedone del nero · e7 pedone del bianco · f7 pedone del bianco · g7 pedone del nero · b6 pedone del bianco · d6 re del nero · g6 pedone del nero · g5 alfiere del bianco · d4 re del bianco · h4 pedone del bianco | b7 pedone del nero · e7 pedone del bianco · f7 pedone del bianco · g7 pedone del nero · b6 pedone del bianco · d6 re del nero · g6 pedone del nero · g5 alfiere del bianco · d4 re del bianco · h4 pedone del bianco | 1 |
|   | a | b | c | d | e | f | g | h |   |

Soluzione:
1. e8=A !   zugzwang

1... Re6  2. f8=A! Rf5  3. Ad7#
|   | a | b | c | d | e | f | g | h |   |
| 8 | e7 cavallo del bianco · a6 alfiere del nero · f6 pedone del nero · h6 alfiere del bianco · b5 torre del nero · c5 pedone del nero · e5 re del nero · f5 alfiere del bianco · e4 cavallo del bianco · c3 pedone del bianco · g3 pedone del nero · h3 pedone del bianco · b2 donna del bianco · f2 pedone del nero · d1 re del bianco · f1 torre del bianco · h1 torre del nero | e7 cavallo del bianco · a6 alfiere del nero · f6 pedone del nero · h6 alfiere del bianco · b5 torre del nero · c5 pedone del nero · e5 re del nero · f5 alfiere del bianco · e4 cavallo del bianco · c3 pedone del bianco · g3 pedone del nero · h3 pedone del bianco · b2 donna del bianco · f2 pedone del nero · d1 re del bianco · f1 torre del bianco · h1 torre del nero | e7 cavallo del bianco · a6 alfiere del nero · f6 pedone del nero · h6 alfiere del bianco · b5 torre del nero · c5 pedone del nero · e5 re del nero · f5 alfiere del bianco · e4 cavallo del bianco · c3 pedone del bianco · g3 pedone del nero · h3 pedone del bianco · b2 donna del bianco · f2 pedone del nero · d1 re del bianco · f1 torre del bianco · h1 torre del nero | e7 cavallo del bianco · a6 alfiere del nero · f6 pedone del nero · h6 alfiere del bianco · b5 torre del nero · c5 pedone del nero · e5 re del nero · f5 alfiere del bianco · e4 cavallo del bianco · c3 pedone del bianco · g3 pedone del nero · h3 pedone del bianco · b2 donna del bianco · f2 pedone del nero · d1 re del bianco · f1 torre del bianco · h1 torre del nero | e7 cavallo del bianco · a6 alfiere del nero · f6 pedone del nero · h6 alfiere del bianco · b5 torre del nero · c5 pedone del nero · e5 re del nero · f5 alfiere del bianco · e4 cavallo del bianco · c3 pedone del bianco · g3 pedone del nero · h3 pedone del bianco · b2 donna del bianco · f2 pedone del nero · d1 re del bianco · f1 torre del bianco · h1 torre del nero | e7 cavallo del bianco · a6 alfiere del nero · f6 pedone del nero · h6 alfiere del bianco · b5 torre del nero · c5 pedone del nero · e5 re del nero · f5 alfiere del bianco · e4 cavallo del bianco · c3 pedone del bianco · g3 pedone del nero · h3 pedone del bianco · b2 donna del bianco · f2 pedone del nero · d1 re del bianco · f1 torre del bianco · h1 torre del nero | e7 cavallo del bianco · a6 alfiere del nero · f6 pedone del nero · h6 alfiere del bianco · b5 torre del nero · c5 pedone del nero · e5 re del nero · f5 alfiere del bianco · e4 cavallo del bianco · c3 pedone del bianco · g3 pedone del nero · h3 pedone del bianco · b2 donna del bianco · f2 pedone del nero · d1 re del bianco · f1 torre del bianco · h1 torre del nero | e7 cavallo del bianco · a6 alfiere del nero · f6 pedone del nero · h6 alfiere del bianco · b5 torre del nero · c5 pedone del nero · e5 re del nero · f5 alfiere del bianco · e4 cavallo del bianco · c3 pedone del bianco · g3 pedone del nero · h3 pedone del bianco · b2 donna del bianco · f2 pedone del nero · d1 re del bianco · f1 torre del bianco · h1 torre del nero | 8 |
| 7 | e7 cavallo del bianco · a6 alfiere del nero · f6 pedone del nero · h6 alfiere del bianco · b5 torre del nero · c5 pedone del nero · e5 re del nero · f5 alfiere del bianco · e4 cavallo del bianco · c3 pedone del bianco · g3 pedone del nero · h3 pedone del bianco · b2 donna del bianco · f2 pedone del nero · d1 re del bianco · f1 torre del bianco · h1 torre del nero | e7 cavallo del bianco · a6 alfiere del nero · f6 pedone del nero · h6 alfiere del bianco · b5 torre del nero · c5 pedone del nero · e5 re del nero · f5 alfiere del bianco · e4 cavallo del bianco · c3 pedone del bianco · g3 pedone del nero · h3 pedone del bianco · b2 donna del bianco · f2 pedone del nero · d1 re del bianco · f1 torre del bianco · h1 torre del nero | e7 cavallo del bianco · a6 alfiere del nero · f6 pedone del nero · h6 alfiere del bianco · b5 torre del nero · c5 pedone del nero · e5 re del nero · f5 alfiere del bianco · e4 cavallo del bianco · c3 pedone del bianco · g3 pedone del nero · h3 pedone del bianco · b2 donna del bianco · f2 pedone del nero · d1 re del bianco · f1 torre del bianco · h1 torre del nero | e7 cavallo del bianco · a6 alfiere del nero · f6 pedone del nero · h6 alfiere del bianco · b5 torre del nero · c5 pedone del nero · e5 re del nero · f5 alfiere del bianco · e4 cavallo del bianco · c3 pedone del bianco · g3 pedone del nero · h3 pedone del bianco · b2 donna del bianco · f2 pedone del nero · d1 re del bianco · f1 torre del bianco · h1 torre del nero | e7 cavallo del bianco · a6 alfiere del nero · f6 pedone del nero · h6 alfiere del bianco · b5 torre del nero · c5 pedone del nero · e5 re del nero · f5 alfiere del bianco · e4 cavallo del bianco · c3 pedone del bianco · g3 pedone del nero · h3 pedone del bianco · b2 donna del bianco · f2 pedone del nero · d1 re del bianco · f1 torre del bianco · h1 torre del nero | e7 cavallo del bianco · a6 alfiere del nero · f6 pedone del nero · h6 alfiere del bianco · b5 torre del nero · c5 pedone del nero · e5 re del nero · f5 alfiere del bianco · e4 cavallo del bianco · c3 pedone del bianco · g3 pedone del nero · h3 pedone del bianco · b2 donna del bianco · f2 pedone del nero · d1 re del bianco · f1 torre del bianco · h1 torre del nero | e7 cavallo del bianco · a6 alfiere del nero · f6 pedone del nero · h6 alfiere del bianco · b5 torre del nero · c5 pedone del nero · e5 re del nero · f5 alfiere del bianco · e4 cavallo del bianco · c3 pedone del bianco · g3 pedone del nero · h3 pedone del bianco · b2 donna del bianco · f2 pedone del nero · d1 re del bianco · f1 torre del bianco · h1 torre del nero | e7 cavallo del bianco · a6 alfiere del nero · f6 pedone del nero · h6 alfiere del bianco · b5 torre del nero · c5 pedone del nero · e5 re del nero · f5 alfiere del bianco · e4 cavallo del bianco · c3 pedone del bianco · g3 pedone del nero · h3 pedone del bianco · b2 donna del bianco · f2 pedone del nero · d1 re del bianco · f1 torre del bianco · h1 torre del nero | 7 |
| 6 | e7 cavallo del bianco · a6 alfiere del nero · f6 pedone del nero · h6 alfiere del bianco · b5 torre del nero · c5 pedone del nero · e5 re del nero · f5 alfiere del bianco · e4 cavallo del bianco · c3 pedone del bianco · g3 pedone del nero · h3 pedone del bianco · b2 donna del bianco · f2 pedone del nero · d1 re del bianco · f1 torre del bianco · h1 torre del nero | e7 cavallo del bianco · a6 alfiere del nero · f6 pedone del nero · h6 alfiere del bianco · b5 torre del nero · c5 pedone del nero · e5 re del nero · f5 alfiere del bianco · e4 cavallo del bianco · c3 pedone del bianco · g3 pedone del nero · h3 pedone del bianco · b2 donna del bianco · f2 pedone del nero · d1 re del bianco · f1 torre del bianco · h1 torre del nero | e7 cavallo del bianco · a6 alfiere del nero · f6 pedone del nero · h6 alfiere del bianco · b5 torre del nero · c5 pedone del nero · e5 re del nero · f5 alfiere del bianco · e4 cavallo del bianco · c3 pedone del bianco · g3 pedone del nero · h3 pedone del bianco · b2 donna del bianco · f2 pedone del nero · d1 re del bianco · f1 torre del bianco · h1 torre del nero | e7 cavallo del bianco · a6 alfiere del nero · f6 pedone del nero · h6 alfiere del bianco · b5 torre del nero · c5 pedone del nero · e5 re del nero · f5 alfiere del bianco · e4 cavallo del bianco · c3 pedone del bianco · g3 pedone del nero · h3 pedone del bianco · b2 donna del bianco · f2 pedone del nero · d1 re del bianco · f1 torre del bianco · h1 torre del nero | e7 cavallo del bianco · a6 alfiere del nero · f6 pedone del nero · h6 alfiere del bianco · b5 torre del nero · c5 pedone del nero · e5 re del nero · f5 alfiere del bianco · e4 cavallo del bianco · c3 pedone del bianco · g3 pedone del nero · h3 pedone del bianco · b2 donna del bianco · f2 pedone del nero · d1 re del bianco · f1 torre del bianco · h1 torre del nero | e7 cavallo del bianco · a6 alfiere del nero · f6 pedone del nero · h6 alfiere del bianco · b5 torre del nero · c5 pedone del nero · e5 re del nero · f5 alfiere del bianco · e4 cavallo del bianco · c3 pedone del bianco · g3 pedone del nero · h3 pedone del bianco · b2 donna del bianco · f2 pedone del nero · d1 re del bianco · f1 torre del bianco · h1 torre del nero | e7 cavallo del bianco · a6 alfiere del nero · f6 pedone del nero · h6 alfiere del bianco · b5 torre del nero · c5 pedone del nero · e5 re del nero · f5 alfiere del bianco · e4 cavallo del bianco · c3 pedone del bianco · g3 pedone del nero · h3 pedone del bianco · b2 donna del bianco · f2 pedone del nero · d1 re del bianco · f1 torre del bianco · h1 torre del nero | e7 cavallo del bianco · a6 alfiere del nero · f6 pedone del nero · h6 alfiere del bianco · b5 torre del nero · c5 pedone del nero · e5 re del nero · f5 alfiere del bianco · e4 cavallo del bianco · c3 pedone del bianco · g3 pedone del nero · h3 pedone del bianco · b2 donna del bianco · f2 pedone del nero · d1 re del bianco · f1 torre del bianco · h1 torre del nero | 6 |
| 5 | e7 cavallo del bianco · a6 alfiere del nero · f6 pedone del nero · h6 alfiere del bianco · b5 torre del nero · c5 pedone del nero · e5 re del nero · f5 alfiere del bianco · e4 cavallo del bianco · c3 pedone del bianco · g3 pedone del nero · h3 pedone del bianco · b2 donna del bianco · f2 pedone del nero · d1 re del bianco · f1 torre del bianco · h1 torre del nero | e7 cavallo del bianco · a6 alfiere del nero · f6 pedone del nero · h6 alfiere del bianco · b5 torre del nero · c5 pedone del nero · e5 re del nero · f5 alfiere del bianco · e4 cavallo del bianco · c3 pedone del bianco · g3 pedone del nero · h3 pedone del bianco · b2 donna del bianco · f2 pedone del nero · d1 re del bianco · f1 torre del bianco · h1 torre del nero | e7 cavallo del bianco · a6 alfiere del nero · f6 pedone del nero · h6 alfiere del bianco · b5 torre del nero · c5 pedone del nero · e5 re del nero · f5 alfiere del bianco · e4 cavallo del bianco · c3 pedone del bianco · g3 pedone del nero · h3 pedone del bianco · b2 donna del bianco · f2 pedone del nero · d1 re del bianco · f1 torre del bianco · h1 torre del nero | e7 cavallo del bianco · a6 alfiere del nero · f6 pedone del nero · h6 alfiere del bianco · b5 torre del nero · c5 pedone del nero · e5 re del nero · f5 alfiere del bianco · e4 cavallo del bianco · c3 pedone del bianco · g3 pedone del nero · h3 pedone del bianco · b2 donna del bianco · f2 pedone del nero · d1 re del bianco · f1 torre del bianco · h1 torre del nero | e7 cavallo del bianco · a6 alfiere del nero · f6 pedone del nero · h6 alfiere del bianco · b5 torre del nero · c5 pedone del nero · e5 re del nero · f5 alfiere del bianco · e4 cavallo del bianco · c3 pedone del bianco · g3 pedone del nero · h3 pedone del bianco · b2 donna del bianco · f2 pedone del nero · d1 re del bianco · f1 torre del bianco · h1 torre del nero | e7 cavallo del bianco · a6 alfiere del nero · f6 pedone del nero · h6 alfiere del bianco · b5 torre del nero · c5 pedone del nero · e5 re del nero · f5 alfiere del bianco · e4 cavallo del bianco · c3 pedone del bianco · g3 pedone del nero · h3 pedone del bianco · b2 donna del bianco · f2 pedone del nero · d1 re del bianco · f1 torre del bianco · h1 torre del nero | e7 cavallo del bianco · a6 alfiere del nero · f6 pedone del nero · h6 alfiere del bianco · b5 torre del nero · c5 pedone del nero · e5 re del nero · f5 alfiere del bianco · e4 cavallo del bianco · c3 pedone del bianco · g3 pedone del nero · h3 pedone del bianco · b2 donna del bianco · f2 pedone del nero · d1 re del bianco · f1 torre del bianco · h1 torre del nero | e7 cavallo del bianco · a6 alfiere del nero · f6 pedone del nero · h6 alfiere del bianco · b5 torre del nero · c5 pedone del nero · e5 re del nero · f5 alfiere del bianco · e4 cavallo del bianco · c3 pedone del bianco · g3 pedone del nero · h3 pedone del bianco · b2 donna del bianco · f2 pedone del nero · d1 re del bianco · f1 torre del bianco · h1 torre del nero | 5 |
| 4 | e7 cavallo del bianco · a6 alfiere del nero · f6 pedone del nero · h6 alfiere del bianco · b5 torre del nero · c5 pedone del nero · e5 re del nero · f5 alfiere del bianco · e4 cavallo del bianco · c3 pedone del bianco · g3 pedone del nero · h3 pedone del bianco · b2 donna del bianco · f2 pedone del nero · d1 re del bianco · f1 torre del bianco · h1 torre del nero | e7 cavallo del bianco · a6 alfiere del nero · f6 pedone del nero · h6 alfiere del bianco · b5 torre del nero · c5 pedone del nero · e5 re del nero · f5 alfiere del bianco · e4 cavallo del bianco · c3 pedone del bianco · g3 pedone del nero · h3 pedone del bianco · b2 donna del bianco · f2 pedone del nero · d1 re del bianco · f1 torre del bianco · h1 torre del nero | e7 cavallo del bianco · a6 alfiere del nero · f6 pedone del nero · h6 alfiere del bianco · b5 torre del nero · c5 pedone del nero · e5 re del nero · f5 alfiere del bianco · e4 cavallo del bianco · c3 pedone del bianco · g3 pedone del nero · h3 pedone del bianco · b2 donna del bianco · f2 pedone del nero · d1 re del bianco · f1 torre del bianco · h1 torre del nero | e7 cavallo del bianco · a6 alfiere del nero · f6 pedone del nero · h6 alfiere del bianco · b5 torre del nero · c5 pedone del nero · e5 re del nero · f5 alfiere del bianco · e4 cavallo del bianco · c3 pedone del bianco · g3 pedone del nero · h3 pedone del bianco · b2 donna del bianco · f2 pedone del nero · d1 re del bianco · f1 torre del bianco · h1 torre del nero | e7 cavallo del bianco · a6 alfiere del nero · f6 pedone del nero · h6 alfiere del bianco · b5 torre del nero · c5 pedone del nero · e5 re del nero · f5 alfiere del bianco · e4 cavallo del bianco · c3 pedone del bianco · g3 pedone del nero · h3 pedone del bianco · b2 donna del bianco · f2 pedone del nero · d1 re del bianco · f1 torre del bianco · h1 torre del nero | e7 cavallo del bianco · a6 alfiere del nero · f6 pedone del nero · h6 alfiere del bianco · b5 torre del nero · c5 pedone del nero · e5 re del nero · f5 alfiere del bianco · e4 cavallo del bianco · c3 pedone del bianco · g3 pedone del nero · h3 pedone del bianco · b2 donna del bianco · f2 pedone del nero · d1 re del bianco · f1 torre del bianco · h1 torre del nero | e7 cavallo del bianco · a6 alfiere del nero · f6 pedone del nero · h6 alfiere del bianco · b5 torre del nero · c5 pedone del nero · e5 re del nero · f5 alfiere del bianco · e4 cavallo del bianco · c3 pedone del bianco · g3 pedone del nero · h3 pedone del bianco · b2 donna del bianco · f2 pedone del nero · d1 re del bianco · f1 torre del bianco · h1 torre del nero | e7 cavallo del bianco · a6 alfiere del nero · f6 pedone del nero · h6 alfiere del bianco · b5 torre del nero · c5 pedone del nero · e5 re del nero · f5 alfiere del bianco · e4 cavallo del bianco · c3 pedone del bianco · g3 pedone del nero · h3 pedone del bianco · b2 donna del bianco · f2 pedone del nero · d1 re del bianco · f1 torre del bianco · h1 torre del nero | 4 |
| 3 | e7 cavallo del bianco · a6 alfiere del nero · f6 pedone del nero · h6 alfiere del bianco · b5 torre del nero · c5 pedone del nero · e5 re del nero · f5 alfiere del bianco · e4 cavallo del bianco · c3 pedone del bianco · g3 pedone del nero · h3 pedone del bianco · b2 donna del bianco · f2 pedone del nero · d1 re del bianco · f1 torre del bianco · h1 torre del nero | e7 cavallo del bianco · a6 alfiere del nero · f6 pedone del nero · h6 alfiere del bianco · b5 torre del nero · c5 pedone del nero · e5 re del nero · f5 alfiere del bianco · e4 cavallo del bianco · c3 pedone del bianco · g3 pedone del nero · h3 pedone del bianco · b2 donna del bianco · f2 pedone del nero · d1 re del bianco · f1 torre del bianco · h1 torre del nero | e7 cavallo del bianco · a6 alfiere del nero · f6 pedone del nero · h6 alfiere del bianco · b5 torre del nero · c5 pedone del nero · e5 re del nero · f5 alfiere del bianco · e4 cavallo del bianco · c3 pedone del bianco · g3 pedone del nero · h3 pedone del bianco · b2 donna del bianco · f2 pedone del nero · d1 re del bianco · f1 torre del bianco · h1 torre del nero | e7 cavallo del bianco · a6 alfiere del nero · f6 pedone del nero · h6 alfiere del bianco · b5 torre del nero · c5 pedone del nero · e5 re del nero · f5 alfiere del bianco · e4 cavallo del bianco · c3 pedone del bianco · g3 pedone del nero · h3 pedone del bianco · b2 donna del bianco · f2 pedone del nero · d1 re del bianco · f1 torre del bianco · h1 torre del nero | e7 cavallo del bianco · a6 alfiere del nero · f6 pedone del nero · h6 alfiere del bianco · b5 torre del nero · c5 pedone del nero · e5 re del nero · f5 alfiere del bianco · e4 cavallo del bianco · c3 pedone del bianco · g3 pedone del nero · h3 pedone del bianco · b2 donna del bianco · f2 pedone del nero · d1 re del bianco · f1 torre del bianco · h1 torre del nero | e7 cavallo del bianco · a6 alfiere del nero · f6 pedone del nero · h6 alfiere del bianco · b5 torre del nero · c5 pedone del nero · e5 re del nero · f5 alfiere del bianco · e4 cavallo del bianco · c3 pedone del bianco · g3 pedone del nero · h3 pedone del bianco · b2 donna del bianco · f2 pedone del nero · d1 re del bianco · f1 torre del bianco · h1 torre del nero | e7 cavallo del bianco · a6 alfiere del nero · f6 pedone del nero · h6 alfiere del bianco · b5 torre del nero · c5 pedone del nero · e5 re del nero · f5 alfiere del bianco · e4 cavallo del bianco · c3 pedone del bianco · g3 pedone del nero · h3 pedone del bianco · b2 donna del bianco · f2 pedone del nero · d1 re del bianco · f1 torre del bianco · h1 torre del nero | e7 cavallo del bianco · a6 alfiere del nero · f6 pedone del nero · h6 alfiere del bianco · b5 torre del nero · c5 pedone del nero · e5 re del nero · f5 alfiere del bianco · e4 cavallo del bianco · c3 pedone del bianco · g3 pedone del nero · h3 pedone del bianco · b2 donna del bianco · f2 pedone del nero · d1 re del bianco · f1 torre del bianco · h1 torre del nero | 3 |
| 2 | e7 cavallo del bianco · a6 alfiere del nero · f6 pedone del nero · h6 alfiere del bianco · b5 torre del nero · c5 pedone del nero · e5 re del nero · f5 alfiere del bianco · e4 cavallo del bianco · c3 pedone del bianco · g3 pedone del nero · h3 pedone del bianco · b2 donna del bianco · f2 pedone del nero · d1 re del bianco · f1 torre del bianco · h1 torre del nero | e7 cavallo del bianco · a6 alfiere del nero · f6 pedone del nero · h6 alfiere del bianco · b5 torre del nero · c5 pedone del nero · e5 re del nero · f5 alfiere del bianco · e4 cavallo del bianco · c3 pedone del bianco · g3 pedone del nero · h3 pedone del bianco · b2 donna del bianco · f2 pedone del nero · d1 re del bianco · f1 torre del bianco · h1 torre del nero | e7 cavallo del bianco · a6 alfiere del nero · f6 pedone del nero · h6 alfiere del bianco · b5 torre del nero · c5 pedone del nero · e5 re del nero · f5 alfiere del bianco · e4 cavallo del bianco · c3 pedone del bianco · g3 pedone del nero · h3 pedone del bianco · b2 donna del bianco · f2 pedone del nero · d1 re del bianco · f1 torre del bianco · h1 torre del nero | e7 cavallo del bianco · a6 alfiere del nero · f6 pedone del nero · h6 alfiere del bianco · b5 torre del nero · c5 pedone del nero · e5 re del nero · f5 alfiere del bianco · e4 cavallo del bianco · c3 pedone del bianco · g3 pedone del nero · h3 pedone del bianco · b2 donna del bianco · f2 pedone del nero · d1 re del bianco · f1 torre del bianco · h1 torre del nero | e7 cavallo del bianco · a6 alfiere del nero · f6 pedone del nero · h6 alfiere del bianco · b5 torre del nero · c5 pedone del nero · e5 re del nero · f5 alfiere del bianco · e4 cavallo del bianco · c3 pedone del bianco · g3 pedone del nero · h3 pedone del bianco · b2 donna del bianco · f2 pedone del nero · d1 re del bianco · f1 torre del bianco · h1 torre del nero | e7 cavallo del bianco · a6 alfiere del nero · f6 pedone del nero · h6 alfiere del bianco · b5 torre del nero · c5 pedone del nero · e5 re del nero · f5 alfiere del bianco · e4 cavallo del bianco · c3 pedone del bianco · g3 pedone del nero · h3 pedone del bianco · b2 donna del bianco · f2 pedone del nero · d1 re del bianco · f1 torre del bianco · h1 torre del nero | e7 cavallo del bianco · a6 alfiere del nero · f6 pedone del nero · h6 alfiere del bianco · b5 torre del nero · c5 pedone del nero · e5 re del nero · f5 alfiere del bianco · e4 cavallo del bianco · c3 pedone del bianco · g3 pedone del nero · h3 pedone del bianco · b2 donna del bianco · f2 pedone del nero · d1 re del bianco · f1 torre del bianco · h1 torre del nero | e7 cavallo del bianco · a6 alfiere del nero · f6 pedone del nero · h6 alfiere del bianco · b5 torre del nero · c5 pedone del nero · e5 re del nero · f5 alfiere del bianco · e4 cavallo del bianco · c3 pedone del bianco · g3 pedone del nero · h3 pedone del bianco · b2 donna del bianco · f2 pedone del nero · d1 re del bianco · f1 torre del bianco · h1 torre del nero | 2 |
| 1 | e7 cavallo del bianco · a6 alfiere del nero · f6 pedone del nero · h6 alfiere del bianco · b5 torre del nero · c5 pedone del nero · e5 re del nero · f5 alfiere del bianco · e4 cavallo del bianco · c3 pedone del bianco · g3 pedone del nero · h3 pedone del bianco · b2 donna del bianco · f2 pedone del nero · d1 re del bianco · f1 torre del bianco · h1 torre del nero | e7 cavallo del bianco · a6 alfiere del nero · f6 pedone del nero · h6 alfiere del bianco · b5 torre del nero · c5 pedone del nero · e5 re del nero · f5 alfiere del bianco · e4 cavallo del bianco · c3 pedone del bianco · g3 pedone del nero · h3 pedone del bianco · b2 donna del bianco · f2 pedone del nero · d1 re del bianco · f1 torre del bianco · h1 torre del nero | e7 cavallo del bianco · a6 alfiere del nero · f6 pedone del nero · h6 alfiere del bianco · b5 torre del nero · c5 pedone del nero · e5 re del nero · f5 alfiere del bianco · e4 cavallo del bianco · c3 pedone del bianco · g3 pedone del nero · h3 pedone del bianco · b2 donna del bianco · f2 pedone del nero · d1 re del bianco · f1 torre del bianco · h1 torre del nero | e7 cavallo del bianco · a6 alfiere del nero · f6 pedone del nero · h6 alfiere del bianco · b5 torre del nero · c5 pedone del nero · e5 re del nero · f5 alfiere del bianco · e4 cavallo del bianco · c3 pedone del bianco · g3 pedone del nero · h3 pedone del bianco · b2 donna del bianco · f2 pedone del nero · d1 re del bianco · f1 torre del bianco · h1 torre del nero | e7 cavallo del bianco · a6 alfiere del nero · f6 pedone del nero · h6 alfiere del bianco · b5 torre del nero · c5 pedone del nero · e5 re del nero · f5 alfiere del bianco · e4 cavallo del bianco · c3 pedone del bianco · g3 pedone del nero · h3 pedone del bianco · b2 donna del bianco · f2 pedone del nero · d1 re del bianco · f1 torre del bianco · h1 torre del nero | e7 cavallo del bianco · a6 alfiere del nero · f6 pedone del nero · h6 alfiere del bianco · b5 torre del nero · c5 pedone del nero · e5 re del nero · f5 alfiere del bianco · e4 cavallo del bianco · c3 pedone del bianco · g3 pedone del nero · h3 pedone del bianco · b2 donna del bianco · f2 pedone del nero · d1 re del bianco · f1 torre del bianco · h1 torre del nero | e7 cavallo del bianco · a6 alfiere del nero · f6 pedone del nero · h6 alfiere del bianco · b5 torre del nero · c5 pedone del nero · e5 re del nero · f5 alfiere del bianco · e4 cavallo del bianco · c3 pedone del bianco · g3 pedone del nero · h3 pedone del bianco · b2 donna del bianco · f2 pedone del nero · d1 re del bianco · f1 torre del bianco · h1 torre del nero | e7 cavallo del bianco · a6 alfiere del nero · f6 pedone del nero · h6 alfiere del bianco · b5 torre del nero · c5 pedone del nero · e5 re del nero · f5 alfiere del bianco · e4 cavallo del bianco · c3 pedone del bianco · g3 pedone del nero · h3 pedone del bianco · b2 donna del bianco · f2 pedone del nero · d1 re del bianco · f1 torre del bianco · h1 torre del nero | 1 |
|   | a | b | c | d | e | f | g | h |   |

Soluzione:
1. Re2 !!  sottoponendosi a scacco doppio
1... Txb2+ 2. Rf3 Ae2+ 3. Re3 ∼ 4. Af4#

1... Tb7+ 2. Re3 Txe7 3. c4+ Rxf5 4. Dxf6#

1... g2   2. Af4+! Rxf4 3. Dd2+ Re5 4. Dd6#